# Dinu Todoran
Dinu Marius Todoran (* 8. September 1978 in Brașov) ist ein ehemaliger rumänischer Fußballspieler und heutiger -trainer. Er bestritt insgesamt 326 Spiele in der rumänischen Liga 1.

## Karriere

### Verein
2004 wechselte er zu Farul Constanța und blieb dort vier Jahre, ehe er 2008 für eine Ablösesumme von 500.000 Euro zu Unirea Urziceni wechselte. Am 2. August 2008 gab er sein Debüt, als er beim 3:2-Sieg gegen FC Argeș Pitești spielte. Im gleichen Jahr gewann er seinen ersten Titel. Ein Jahr später erreichte er die Vizemeisterschaft.
Im Sommer 2010 geriet Unirea in finanzielle Schwierigkeiten und musste seine besten Spieler abgeben. Todoran wechselte im Januar 2011 zum Ligakonkurrenten FC Victoria Brănești. Am Saisonende musste er mit seinem neuen Klub in die Liga II absteigen. Nachdem sich der Klub in der Winterpause 2011/12 vom Spielbetrieb zurückgezogen hatte, schloss er sich dem Ligakonkurrenten FC Botoșani an. Seit Januar 2013 spielt er für den FC Voluntari in der Liga 1. Dort beendete er Ende 2015 seine aktive Laufbahn.

### Trainer
Seit dem Ende seiner aktiven Laufbahn arbeitet Todoran als Jugendtrainer beim FC Voluntari. Im Frühjahr 2017 war er dort für vier Spiele Cheftrainer in der Liga 1.

## Erfolge/Titel
- Rumänischer Meister (1): 2008/09